# Rimush
Rimush (ook wel fonetisch gespeld als Rimoesj of Rimuš) was van 2279-2270 v.Chr. de heerser over Sumer en Akkad.
Rimush was de zoon en opvolger van Sargon de Grote, de stichter van Akkad. Hij beweert in een oorlog met Umma en Ur niet minder dan 8.040 vijanden gedood en 5.460 gevangengenomen te hebben en in een gevecht met de mannen van Kazallu worden nog hogere aantallen genoemd. Hoewel de aantallen wel met een korreltje zout genomen moeten worden, is het wel duidelijk dat het streven van zijn vader Sargon om geheel Akkad en Sumer onder Semitische leiding in één rijk te verenigen opnieuw omstreden was, hoewel er in Ur ook vazen gevonden zijn waarin hij zijn dank aan de maangod Nanna-Sin uitdrukt. Waarschijnlijk heeft hij nadat de stad weer gedwongen was zijn gezag te erkennen getracht wat olie op de Sumerische golven te gooien door zijn opwachting te maken bij de goden.
Rimush voerde ook een veldtocht tegen Elam dat zich eveneens probeerde vrij te vechten en schijnt ook daar succesvol in geweest te zijn. Hij werd echter na slechts negen jaar op de troon door zijn eigen hovelingen vermoord en vervangen door Manishtushu die naar zijn naam (wie is er met hem?) te oordelen mogelijk zijn tweelingbroer was.